# Тумола
Тумола — упразднённая деревня в Инсарском районе Мордовии России. Входила в состав Нижневязерского сельского поселения. Исключена из учётных данных в 2007 году.

## География
Располагалась на правом берегу реки Тумалка, 2,5 км к востоку от деревни Васина Поляна.

## История
В «Списке населённых мест Пензенской губернии за 1869» Тумола казенная деревня из 9 дворов Инсарского уезда.

## Население
| 1989 | 2002 |
| ---- | ---- |
| 2    | →2   |

Национальный состав
Согласно результатам Всероссийской переписи населения 2002 года, в национальной структуре населения русские составляли 100 %.